# ヴァシレ・ミリャ
ヴァシレ・ミリャ（ルーマニア語: Vasile Milea、1927年1月1日 - 1989年12月22日）は、ルーマニアの軍人、政治家。

## 生涯
ムスケル郡レレスティ（現在のアルジェシュ県）に生まれる。ミハイ1世中等教育商業高校を卒業した後、代用教員となって働いた。1947年にブカレスト陸軍士官学校（現在のカロル1世国防大学）に入学し、2年後に卒業すると中尉として任官、1952年上級中尉、大尉、1954年少佐、1956年中佐、1962年大佐、1964年に少将と累進した。いくつかの証言によると、軍予算の不正流用によって告発されて一時失脚していたというが、1965年に書記長のゲオルゲ・ゲオルギュ＝デジが死亡しニコラエ・チャウシェスクが昇格したことで、復権を果たした。以降、チャウシェスクの下で軍の要職を歴任し、1985年には国防相に任じられた。
1989年12月21日、首都ブカレストで発生したチャウシェスクによる独裁を非難するデモに対し、セクリターテアが群集に向けて発砲する一方で、国防軍は兵と戦車等を出動させ集会を解散させた。ミリャはチャウシェスクからデモを武力で鎮圧するよう命令されたが、「国防軍は人民を守るための軍隊であり、人民に発砲はできない」と述べてこれを拒否した。
ミリャはその翌日に死体となって発見された。銃弾が動脈を貫き、ほぼ即死状態であった。国営放送では「国防相が自殺した」と報じられたが、ミリャの家族は「チャウシェスクに処刑された」と主張し、その噂が将兵の間にも流れたことで、国防軍が離反する契機になる。やがてルーマニア共産党本部前の広場で群集と対峙していた国防軍は反体制派に回り、ルーマニア革命が事実上勃発した。
革命後の2005年の報告書では、ミリャが拳銃自殺したと結論しているが、未だにチャウシェスクによる処刑説を主張する者も多い。

## 参考資料
- Miruna Pasa Petru, Razvan Belciuganu (2010-2-21), Secretul "trădării" generalului Vasile Milea, ジュルナルル・ナツィオナル（ルーマニア語版） 2018年10月28日閲覧。